# 淡水蟹

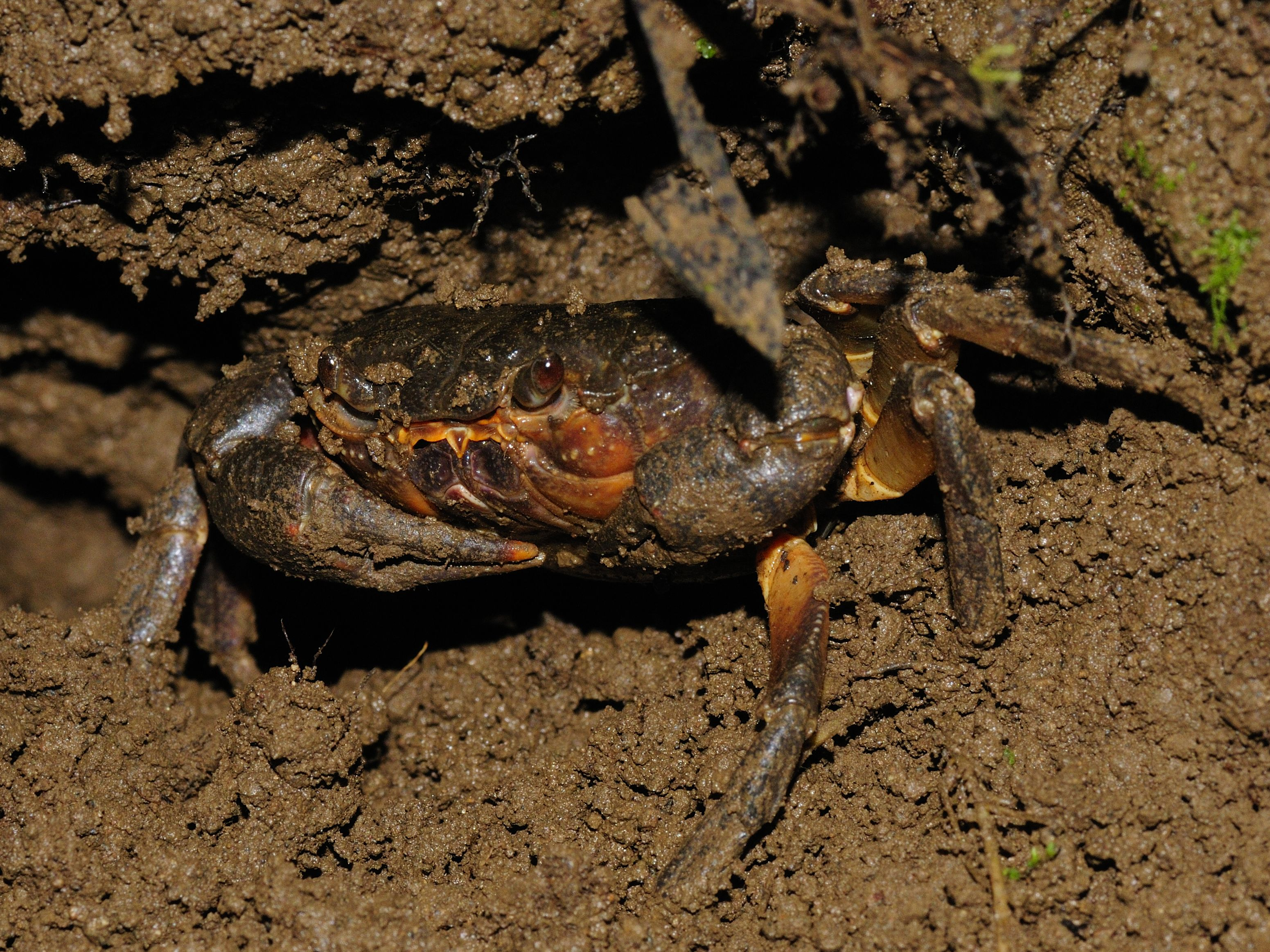
溪蟹科的Potamon ibericum，攝於喬治亞

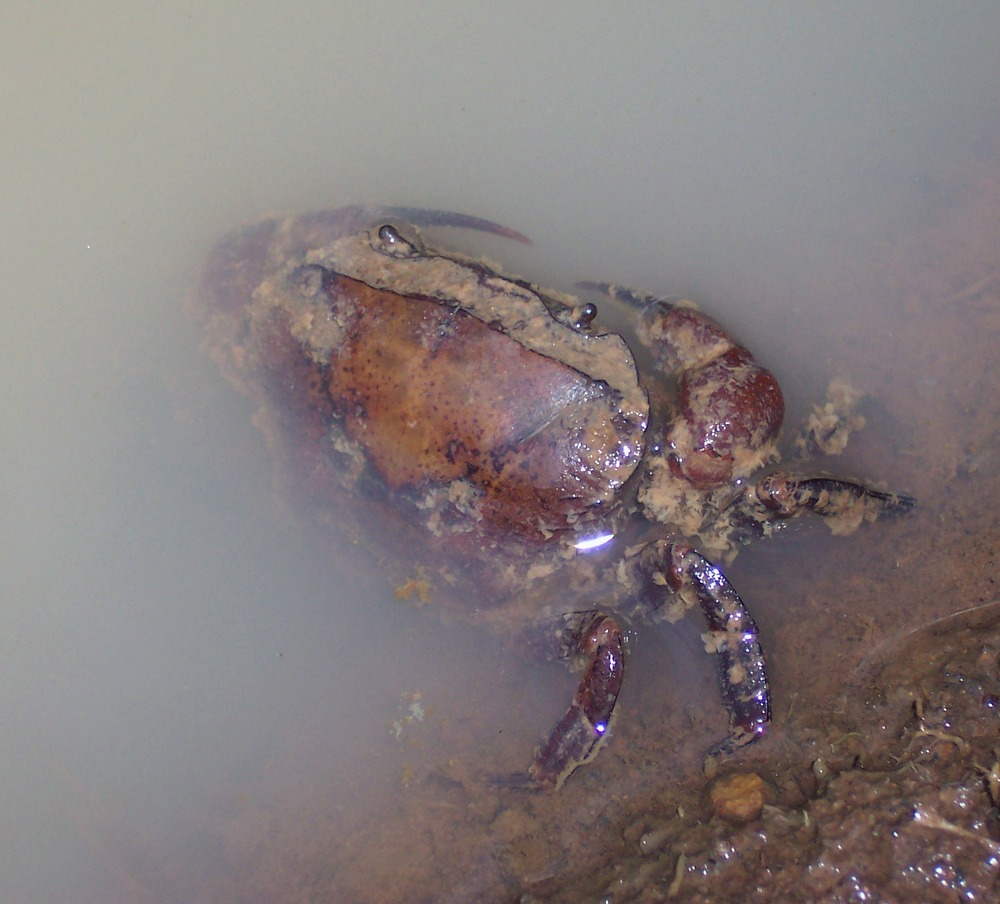
束腰蟹科的Parathelphusa convexa，攝於印尼

世上大約有1300種淡水蟹（英語：Freshwater crab），分布於熱帶與亞熱帶，包含八個科。牠們多為直接發育（即沒有經過幼蟲期）且有育幼行為，後代不是很多，海水蟹則相較之下常產生比較多浮游性幼蟲。這限制了淡水蟹的傳播能力，使牠們的活動通常被侷限在一個小區域，而有許多特有種，也有許多物種陷入瀕危。

## 系統分類
在已描述的6700種蟹類中，有1300種是淡水蟹，而未發現的物種被認為有65%，因此淡水蟹的物種數被預估為2155左右。淡水蟹現有八個科，每一種分布範圍都有限，這些淡水蟹的系統發生學尚有爭議，因此能適應淡水生活的機制的演化次數還不明朗。此八科茲列於下：
毛子蟹超科
- 毛子蟹科 Trichodactylidae（中南美洲）

溪蟹總科
- 溪蟹科（地中海地區與亞洲）
- 仿溪蟹科 Potamonautidae（非洲，包含馬達加斯加）
- 德肯蟹科 Deckeniidae （東非與塞席爾，有時被歸為仿溪蟹科）
- 坦湖蟹科 Platythelphusa （東非，有時被歸為仿溪蟹科）

澤蟹總科
- 澤蟹科（亞洲）
- 束腰蟹科（亞洲與澳洲）

假細腰蟹總科
- 假細腰蟹科 Pseudothelphusidae （中南美洲）

淡水蟹被發現的化石相當少，導致其化石記錄十分不完全，最早的淡水蟹是在坦桑尼亞發現的Tanzanonautes tuerkayi 。淡水蟹的演化被認為發生在岡瓦納大陸分裂之後。

## 描述與生活方式

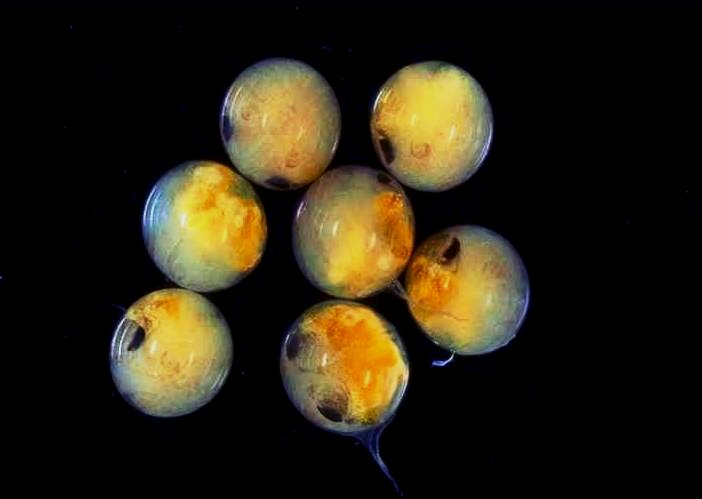
溪蟹（Potamon fluviatile）的卵，內為完整發育的幼蟲

淡水蟹的形態變化相當小，其生殖肢是重要的分類依據。淡水蟹的發育十分直接，幼蟲的階段在卵中就完成了。母蟹每次約產數百顆卵（海水蟹則多半產數千顆），每顆大小都相當大，約有1毫米。
在淡水中拓殖使淡水蟹改變了其滲透平衡的方式：淡水蟹可從腎臟再吸收鹽分，並有多種適應以減少水分的散失。除了鰓之外，淡水蟹在鰓室中還具有「假肺」，使牠們得以在空氣中呼吸。這些適應有助淡水蟹適應陸生生活，但淡水蟹仍需每隔一段時間回到水中以排放氨。

## 生態與保育
淡水蟹分布於熱帶與亞熱帶，牠們存在於許多種水體，如急流、沼澤，甚至樹幹與洞穴中的積水。牠們多為夜行性，晚上才進行覓食。多數淡水蟹多為雜食性，有少數種類則為肉食性，如分布於坦干依喀湖的Platyhelphusa armata，以蝸牛為主食。有些淡水蟹是脊椎動物的主食，也有許多淡水蟹是并殖吸虫屬吸蟲的中間宿主，這種吸蟲會造成人類的肺吸蟲症。
許多淡水蟹都是特有種，只出現在小範圍的地理區內，通常是由於牠們的散播能力與繁殖力不佳，也肇因於人類活動造成的棲息地細碎化。在西非，生活在莽原的淡水蟹分布範圍較分布在雨林的廣；在東非，生活在平地的物種分布範圍較山區的物種廣。
目前已被描述的淡水蟹物種皆已被國際自然保護聯盟評估，有資料的物種中有32%為瀕危物種，以斯里蘭卡為例，該國的50種淡水蟹中只有一種不是特有種，且超過半數為極危物種。

## 新物种的发现
- 2022年，中国广西玉林一位17岁少年发现了两种淡水蟹新物种（分别是“卷肢华石蟹”和“玉州黔桂溪蟹”）[6]。

## 外部連結
- Neil Cumberlidge & Sadie K. Reed. . Northern Michigan University. April 4, 2009. （原始内容存档于2011年7月20日）.